# Первое президентство
Первое Президентство — высший председательствующий и руководящий орган во многих
реставрационистских религиозных деноминациях, входящих в Движение святых последних дней. Современные ветви ДСПД, в которых есть Первое президентство — Церковь Иисуса Христа Святых последних дней, Сообщество Христа и The Remnant Church of Jesus Christ of Latter Day Saints.
Сторонники движения считают датой основания Первого президентства 25 января 1832 года, когда Джозеф Смит провозгласил себя президентом, а его советниками Сиднея Ригдона и Джесси Гауса (8 марта 1832 года).
После кризиса преемника, Бригам Янг стал президентом Церкви Иисуса Христа Святых последних дней, Сидней Ригдон — президентом Церкви Христа (ригдониты), Джозеф Смит III — Реорганизованной Церкви Иисуса Христа Святых последних дней, Джеймс Стрэнг был провозглашён королём, а его советники стали вице-королями у стрэнгитов.

## Церковь Иисуса Христа Святых последних дней

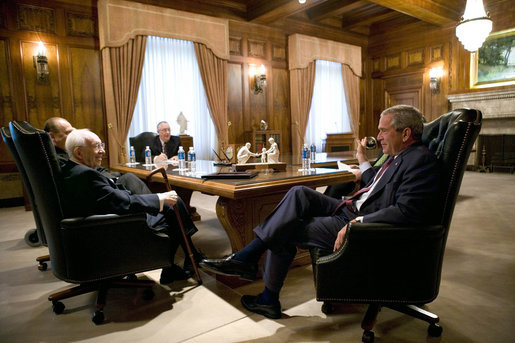
Встреча президента США Дж. Буша с членами Первого президентства Церкви Иисуса Христа Святых последних дней

В Церкви Иисуса Христа Святых последних дней Первое Президентство является высшим органом церковной власти и включает должности президента, человека избираемого из членов Кворума двенадцати (по традиции, самый старший по сроку служения), и двух советников. С 2008 по 2018 год пост президента занимал Томас С. Монсон (советники Генри Б. Айринг и Дитер Ф. Ухтдорф). Со смертью Томаса С. Монсона в январе 2018 года президентом Церкви стал Рассел М. Нельсон, его первым советником стал Даллин Х. Оукс, вторым - Генри Б. Айринг.

## Сообщество Христа
Главным отличием в Сообществе Христа является неизбираемость президента, который назначается по «откровению» предыдущего президента, советники Первого Президентства, после смерти президента и до провозглашения нового, управляют ею в качестве Исполнительного совета.
На 2012 год пост президента занимает Стивен М. Визи.